# Flautim-marrom
Flautim-marrom (nome científico: Schiffornis turdina) é uma espécie de ave passeriforme da família dos titirídeos (Tityridae). É encontrado em alguns países da América do Sul, mais especificamente no Peru, Bolívia e principalmente no Brasil, onde ocorre sobretudo na Amazônia e na região litorânea do país. Por ter uma área de distribuição ampla, é classificado como pouco preocupante na Lista Vermelha da União Internacional para a Conservação da Natureza (UICN / IUCN), mesmo embora se acredite que esteja em declínio populacional decorrente da perda de habitat.

## Etimologia
O nome do gênero Schiffornis é uma homenagem ao cirurgião, anatomista e fisiologista Moritz Schiff (1823–1896). O epíteto específico turdina deriva do latim moderno turdinus, que significa "semelhante a um tordo", derivado de turdus, "tordo".

## Taxonomia e sistemática
A espécie S. turdina foi descrita pela primeira vez pelo naturalista alemão Maximilian zu Wied-Neuwied em 1831 sob o nome científico Muscicapa turdina; localidade-tipo: "Bahia, Brasil".
Este gênero foi tradicionalmente colocado na família dos piprídeos (Pipridae). A Proposta n.º 313 ao Comitê de Classificação Sul-Americano (SACC), seguindo os estudos de filogenia molecular de Ohlson et al. (2007), aprovou a adoção da nova família dos titirídeos (Tityridae), que inclui este gênero e outros. As subespécies anteriores S. turdina olivacea, S. turdina stenorhyncha, S. turdina aenea e S. veraepacis foram separadas de S. turdina e definidas como espécies completas seguindo os estudos moleculares e ultrassonografias de A. Nyári (2007) e os estudos complementares de variação geográfica de vozes, localidades-tipo e itens prioritários de Donegan et al (2011).
A proposta N.º 505 ao Comitê de Classificação Sul-Americano foi aprovada em outubro de 2011, com as referidas alterações taxonômicas. A subespécie amazonum é tratada como espécie completa pelo Comitê Brasileiro de Registros Ornitológicos (CBRO), mas não por outras classificações.

### Subespécies
De acordo com a classificação do Congresso Ornitológico Internacional (IOC) (Versão 15.1, 2025) e a lista de Clements v.2015, cinco subespécies são reconhecidas, com sua distribuição geográfica correspondente:
- Grupo monotípico amazonum:
  - Schiffornis turdina amazonum (P. L. Sclater, 1861) - planícies do extremo leste da Colômbia e sul da Venezuela ao leste do Equador, leste do Peru e noroeste e oeste do Brasil (leste do rio Negro e noroeste do Mato Grosso).
- Grupo politípico turdina:
  - Schiffornis turdina wallacii (Sclater & Salvin, 1867) - Suriname, Guiana Francesa e Amazônia oriental brasileira (baixo rio Negro a leste do Amapá ao sul do rio Amazonas, do rio Tapajós e baixo rio Teles Pires a leste do Maranhão);
  - Schiffornis turdina steinbachi (Todd, 1928) - sudeste do Peru e norte da Bolívia;
  - Schiffornis turdina intermedia (Pinto, 1954) - leste do Brasil (Paraíba, Pernambuco, Alagoas);
  - Schiffornis turdina turdina (Wied, 1831) - sudeste do Brasil (sul da Bahia ao Rio de Janeiro e Minas Gerais).

## Descrição
O flautim-marrom mede de 15,5 a 17 de comprimento. O peso varia conforme a subespécie: 39–43 gramas na forma nominal, 28,3–34 gramas no sudoeste da Venezuela (amazonum), 22–31,5 gramas no centro do Brasil (Mato Grosso e Pará, wallacii), e 22–38,4 gramas em steinbachi. A espécie apresenta coloração geral bastante uniforme e opaca, com olhos escuros destacados por um anel ocular claro, ainda que pouco definido. A subespécie nominal tem coloração verde-oliva a marrom-oliva opaca no dorso, asas com bordas rufescentes e parte inferior ligeiramente mais clara, em tom cinza-oliva. O peito tende a ser mais amarronzado. A íris varia de marrom a marrom-escura, o bico é enegrecido e as pernas têm tonalidade cinza-oliva. Machos e fêmeas são semelhantes, e os jovens se assemelham aos adultos. As diferenças entre subespécies se concentram principalmente nos tons da plumagem: amazonum exibe coroa com tons rufescentes, como em S. aenea, mas é geralmente mais claro, com menos marrom e mais verde-oliva no dorso, garganta levemente fulva, parte inferior acinzentada e ventre opaco; wallacii é semelhante a amazonum, mas ainda mais claro em todas as regiões do corpo, incluindo o ventre; steinbachi e intermedia se aproximam da forma nominal, porém são menores.

## Distribuição
O flautim-marrom está distribuído na Venezuela, Suriname, Guiana Francesa, Colômbia, Equador, Peru, Bolívia e Brasil. No Brasil, em especial, ocorre nos estados de Alagoas, Amazonas, Bahia, Distrito Federal, Espírito Santo, Maranhão, Mato Grosso, Minas Gerais, Paraíba, Pará, Pernambuco, Rio de Janeiro, Rondônia e Tocantins, nos biomas da Amazônia, Cerrado, Mata Atlântica e Pantanal. Em termos hidrográficos, está distribuído na bacia do Araguaia, do Contas, do Doce, da foz do Amazonas, do Gurupi, do Itapecuru, do Paraguaçu, do Jequitinhonha, do litoral de Alagoas, Pernambuco, Paraíba, Bahia, Espírito Santo e Rio de Janeiro, do Madeira, do Mearim, do Negro, do Paraguai 03, do Paranaíba, do Paraíba, do Paraíba do Sul, do Paru, do Purus, do Alto São Francisco, do Tapajós, do Alto e Baixo Tocantins, do Trombetas, do Xingu. Vive em florestas úmidas e moitas altas, quase sempre em seu interior, e mais raramente em matas secundárias ou nas bordas de mata. É avistado em terras baixas, até cerca de 1 500 metros (1 700 segundo outras fontes) no leste do Peru, embora na maior parte de sua área de distribuição no Brasil seja encontrada principalmente abaixo de 800 metros. No sudeste do Brasil (subespécie nominal), habita altitudes mais baixas do que o Flautim-verde (Schiffornis virescens), onde suas áreas de distribuição se sobrepõem.

## Ecologia

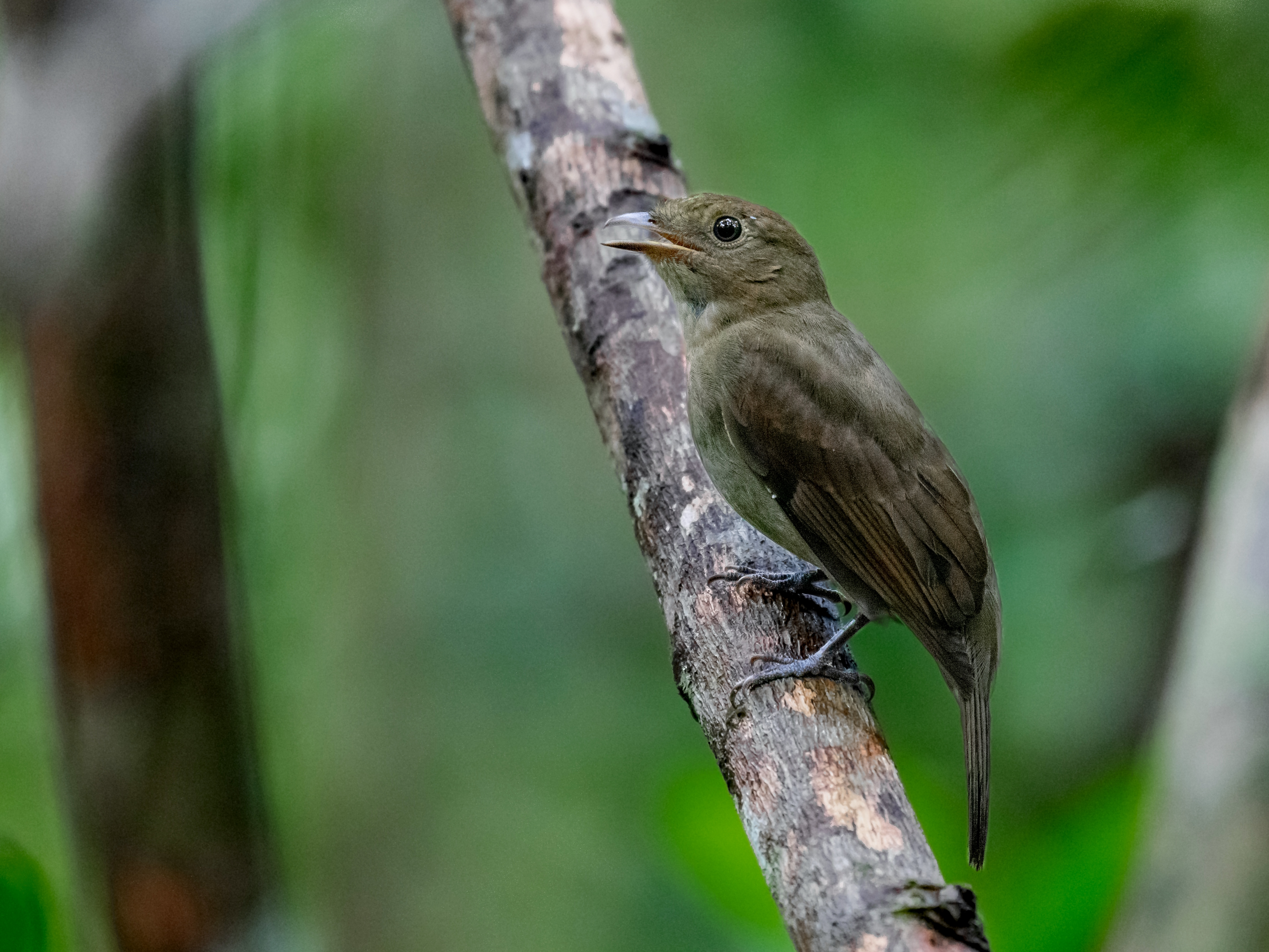
Indivíduo avistado em Manacapuru, no Amazonas, no Brazil

O flautim-marrom forrageia sozinho e raramente acompanha bandos mistos. Alimenta-se de frutos e insetos. Vive na vegetação rasteira da floresta, frequentemente se agarra de um a dois metros de altura nas laterais de caules verticais enquanto observa ao redor. Sabe-se que captura insetos da vegetação em curtas investidas aéreas. Seu canto, geralmente emitido em longos intervalos, consiste em uma sequência de dois a quatro assobios musicais claros e ricos, com o último som agudamente arrastado. Essa vocalização apresenta variações geográficas: nas terras baixas da Amazônia Oriental (amazonum), soa como um lento teeeeu, weee, tu-weeeé; no sudoeste da Venezuela (mesma raça), como weeeeee… PREE, a-weET; e no sudeste do Brasil (nomeadamente), um ainda mais lento teeuu, yoowée, tu, tu-wee. Além disso, emite um chilrear curto e estridente.
Foi registrado um único ninho com ovos em fevereiro na Amazônia Oriental do Brasil. Aves isoladas em condição reprodutiva foram observadas em abril, tanto no leste da Colômbia quanto no extremo sudoeste da Venezuela. O ninho encontrado no Brasil foi construído com fibras e folhas secas, posicionado num toco de árvore parcialmente apodrecido, bastante semelhante aos ninhos mais bem descritos do flautim-ocidental (S. veraepacis) — tanto no material quanto na localização. Outras observações indicaram ninhos numa palmeira espinhosa, num nó de cipós ou numa pequena epífita, a uma altura de 1 a 1,5 metro. A ninhada contém dois ovos branco-amarelados claros, com manchas marrons, pretas ou lilás.

## Conservação

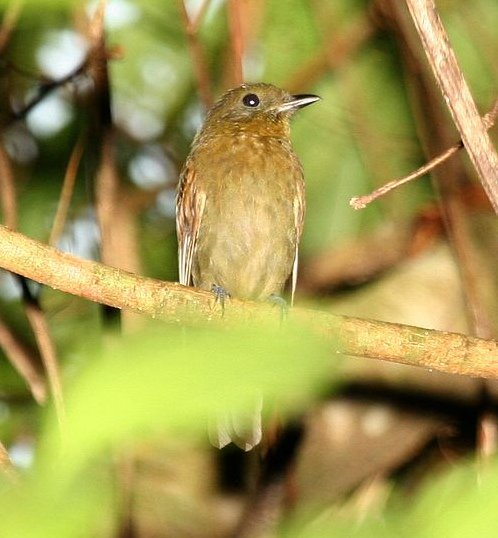
Indivíduo avistado em 2006

A União Internacional para a Conservação da Natureza (UICN) classifica o flautim-marrom como sendo de menor preocupação (LC), pois ocorre numa distribuição extremamente grande e não se aproxima dos limiares para Vulnerável sob o critério de tamanho de distribuição (segundo a IUCN, extensão de ocorrência < 20 mil quilômetros quadrados combinada com um tamanho de distribuição decrescente ou flutuante, extensão/qualidade do habitat ou tamanho populacional e um pequeno número de locais ou fragmentação severa). Sabe-se que suas populações estão em tendência decrescente, mas o declínio não é suficientemente rápido para se aproximar dos limiares para vulnerável (> 30% de declínio ao longo de dez anos ou três gerações) e sua população é muito grande, o que igualmente descaracteriza a classificação como vulnerável (< 10 mil indivíduos maduros com um declínio contínuo estimado em > 10% em dez anos ou três gerações, ou com uma estrutura populacional especificada).
No Brasil, consta como vulnerável (VU) na Lista de Espécies da Fauna Ameaçadas do Espírito Santo; como vulnerável (VU) na Lista de Espécies Ameaçadas de Extinção da Fauna do Estado de Minas Gerais de 2010; e pouco preocupante (LC) na Lista Vermelha do Livro Vermelho da Fauna Brasileira Ameaçada de Extinção do Instituto Chico Mendes de Conservação da Biodiversidade (ICMBio). A subespécie S. t. intermedia é avaliada separadamente, pois seu habitat sofreu severa degradação, sobretudo no Centro de Endemismo Pernambuco. Apesar disso, e embora se registre essa deterioração, a espécie como um todo é tolerante a certa alteração ambiental e as atividades antrópicas em curso não são capazes de causar a extinção da espécie no futuro próximo.

### Áreas de conservação
No Brasil, o flautim-marrom ocorre em várias áreas de conservação:
Áreas de Proteção Ambiental (APA)
- Bacia do Rio São João/Mico-Leão-Dourado
- Petrópolis
- Planalto Central
- Aldeia-Beberibe
- Baía de Camamu
- Costa de Itacaré/Serra Grande
- Araguaia
- Contas
- Macacu
- Reentrâncias Maranhenses
- Muricí
- Sirinhaém
- Ilha do Bananal/Cantão
- Lagoa Encantada
- Margem Esquerda do Rio Negro-Setor Aturiá-Apuauzinho
- Santo Antônio
- Sul-RMBH

Estações Ecológicas (ESEC)
- Cuniã
- Terra do Meio
- Murici

Áreas de Relevante Interesse Ecológico (ARIE)
- Projeto Dinâmica Biológica de Fragmentos Florestais

Florestas Nacionais (FLONA)
- Carajás
- Tapajós
- Itacaiunas
- Jacundá
- Jamanxim
- Pau-Rosa
- Saracá-Taquera
- Tapirapé-Aquiri
- Trairão

Parques Nacionais (PARNA)
- Amazônia
- Campos Amazônicos
- Serra dos Órgãos
- Descobrimento
- Monte Pascoal
- Campos Ferruginosos
- Mapinguari
- Pacaás Novos
- Serra da Cutia
- Serra das Lontras
- Serra do Pardo

Reservas Biológicas (Rebio)
- Poço das Antas
- Saltinho
- Sooretama
- Gurupi
- Jaru
- Nascentes da Serra do Cachimbo
- Tapirapé
- União
- Traçadal

Reservas Extrativistas (Resex)
- Arapiranga-Tromaí
- Tapajós-Arapiuns
- Verde Para Sempre
- Jaci-Paraná

Reservas Particulares do Patrimônio Natural (RPPN)
- Araçari
- Engenho Gargaú
- Fazenda Barra do Sana
- Fazenda Córrego da Luz
- Fazenda Pacatuba
- Fazenda Panema
- Fazenda Paraíso
- Fazenda Sayonara
- Frei Caneca
- Jubran
- Juerana
- Lote Cristalino
- Seringal Assunção
- Salto Apepique

Parques Estaduais
- Rio Doce

Refúgios de Vida Silvestre (RVS)
- Matas do Sistema Gurjaú

Estações particulares de pesquisa
- Veracel

Terras Indígenas (TI)
- Barra Velha
- Sai-Cinza
- Uru-Eu-Wau-Wau